# حاجي أحمدكندي
حاجي أحمدكندي (بالفارسية: حاجی‌احمدکندی) هي قرية تقع في أذربيجان الغربية في إيران. يقدر عدد سكانها بـ 236 نسمة بحسب إحصاء 2016.